# Португальський Анатолій Васильович
Португальський Анатолій Васильович — український письменник, журналіст, літературний критик. Член Національної спілки письменників України.

## Біографія
Анатолій Португальський народився 22 липня 1937 року у м. Армянськ. Після закінчення 10 класів середньої школи працював на будівництві Каховської ГЕС; отримав першу робітничу професію. Протягом 1950-х — 1960-х років працював на роботах з розбудови заводів. У 1960 році заочно закінчив Дніпропетровський університет, де навчався на філологічному факультеті, після чого протягом дев'яти років працював вчителем у школі.
З 1969 по 1982 роки був журналістом у редакціях міських та районних газет.
З 1992 по 2008 рік працював на посаді директора літературно-меморіального музею імені Анатолія Бахути у Новій Каховці.

## Літературна діяльність
Перші твори Анатолій Португальський опублікував у студентські роки. В подальшому, відповідно у 1977 та 1982 роках, були підготовані збірки оповідань та нарисів «Першопрохідці» та «На Каховському плацдармі», але через радянську цензуру вони не були надруковані. Відредаговані та доповнені новими оповіданнями вони були видані у 2004 році окремою книгою під назвою «Відроджена земля», яка стала документальною хронікою побудови Каховської зрошувальної системи — найбільшої в Європі.
У 1980-х роках вийшли романи «Спрага» (1984), «Траса» (1986), «Жнива» (1988).
У 1994 році були видані романи автора «Знайди свою зорю» та «Тривога», у 2002 — книга  «Дорогі земні та небесні».
Роман «З погляду майбуття», присвячений робітникам нафтовидобувної галузі та вченим, був опублікований у 2015 році.
Основними темами творів Анатолія Португальського є люди праці, робітники-новатори; також порушуються проблеми духовного відродження суспільства та спадкоємності поколінь.
Крім того, Анатолій Португальський відомий як публіцист-автор репортажів, серед яких:
- «ТЕРРА»: Задля майбутнього",  2005;

- «Як рвали кайдани», 2006;

- «Трагедія, яка вжахнула світ», 2008[5][6].

## Нагороди
У 2016 році Анатолій Португальський був відзначений літературною премією ім. Анатолія Бахути у номінації «Проза».